# Chapelle Saint-Christophe de Paris
Pour les articles homonymes, voir Chapelle Saint-Christophe.
La chapelle Saint-Christophe était une chapelle de Paris. Elle se trouvait au sud de l'actuel parvis de la cathédrale Notre-Dame de Paris. Elle était affectée au service de l'hospitale pauperum. Elle ne doit pas être confondue avec l'église Saint-Christophe, située au nord du parvis actuel.

## Histoire
En 829 elle était annexée à des logements destinés aux pauvres, infirmes, et malades. Les chanoines de Notre-Dame étaient administrateurs de cet ensemble depuis 1006. Cet ensemble est mentionné dans les lettres patentes en 1157. L'évêque de Paris Maurice de Sully fit démolir ces bâtiments. Cet ensemble sera à l'origine de l'Hôtel-Dieu de Paris.